# Traités de Nimègue
Traité d'Aix-la-Chapelle (1668) Traité de Ryswick (1697)
Les traités de Nimègue sont un ensemble de sept traités de paix et de commerce signés à Nimègue aux Provinces-Unies,. Une première série de cinq traités est signée d'une part par la France et d'autre part respectivement : les Provinces-Unies, le 10 août 1678 (un traité de paix et un traité de commerce et de navigation) ; l'Espagne, le 17 septembre 1678 ; le Saint-Empire, le 5 février 1679 ; et Münster et Paderborn, le 19 mars 1679. Une seconde série de deux traités est signée d'une part par la Suède et d'autre part respectivement : le Saint-Empire, le 5 février 1679 ; et enfin les Provinces-Unies, le 12 octobre 1679.
D'autres traités ont mis fin à la guerre, mais ils n'ont pas été signés à Nimègue :
- le traité de paix de Celle, le 5 février 1679, entre d'une part la France et la Suède et d'autre part le Lunebourg ;
- le traité de Saint-Germain-en-Laye, le 29 juin 1679, entre la France et la Suède d'une part, et le Brandebourg d'autre part ;
- le traité de paix de Fontainebleau, le 2 septembre 1679, entre la France, la Suède et le Danemark ;
- le traité de paix de Lund, le 29 septembre 1679, entre le Danemark et la Suède ;
- l'accord secret, le 25 octobre 1679, entre Louis XIV et Frédéric-Guillaume Ier.

S'ajouteraient d'autres actes, articles séparés, protestations, ratifications.
Ensemble, ils mettent fin à la guerre de Hollande. Ils ont été négociés dans leur majeure partie dans le cadre du congrès de Nimègue, ouvert le 14 juin 1676 et clos le 5 février 1679.

## Clauses territoriales des traités

### Rétrocessions françaises
Louis XIV se débarrasse des enclaves en territoires étrangers et rend :
- la ville de Maastricht et la principauté d'Orange, occupées militairement par les Français depuis 1673, sont rendues à Guillaume III. De plus, par le traité de commerce et de navigation souhaité par les Provinces-Unies, celles-ci bénéficient de la suppression du tarif douanier français de 1667 et de celle du droit d'aubaine, ce qui favorise les échanges commerciaux de la France[6] ;
- quelques places fortes telles que Charleroi, Binche, Ath, Audenarde et Courtrai sont restituées à l’Espagne.

### Gains français
Le grand perdant de la guerre est l'Espagne qui cède à la France :
- la Franche-Comté ;
- les places fortes flamandes de Cassel, Bailleul, Ypres, Wervick et Warneton, ainsi que Aire, Saint-Omer, Cambrai, Bouchain, Condé-sur-l'Escaut, Bavay, Maubeuge et la place forte de Valenciennes, dans le Hainaut.
- La vallée de la Meuse entre Charleville et Givet (dans les Ardennes actuelles).

En mer des Caraïbes, les Français étendent leurs possessions : 
- aux dépens des Hollandais qui cèdent Tobago ;
- aux dépens des Espagnols qui cèdent la Trinité ;
- et des Britanniques qui reconnaissent laisser à la France Saint-Vincent, la Dominique et Sainte-Lucie, possessions souvent effectives mais disputées depuis le début du XVIIe siècle.

## Conséquences des traités

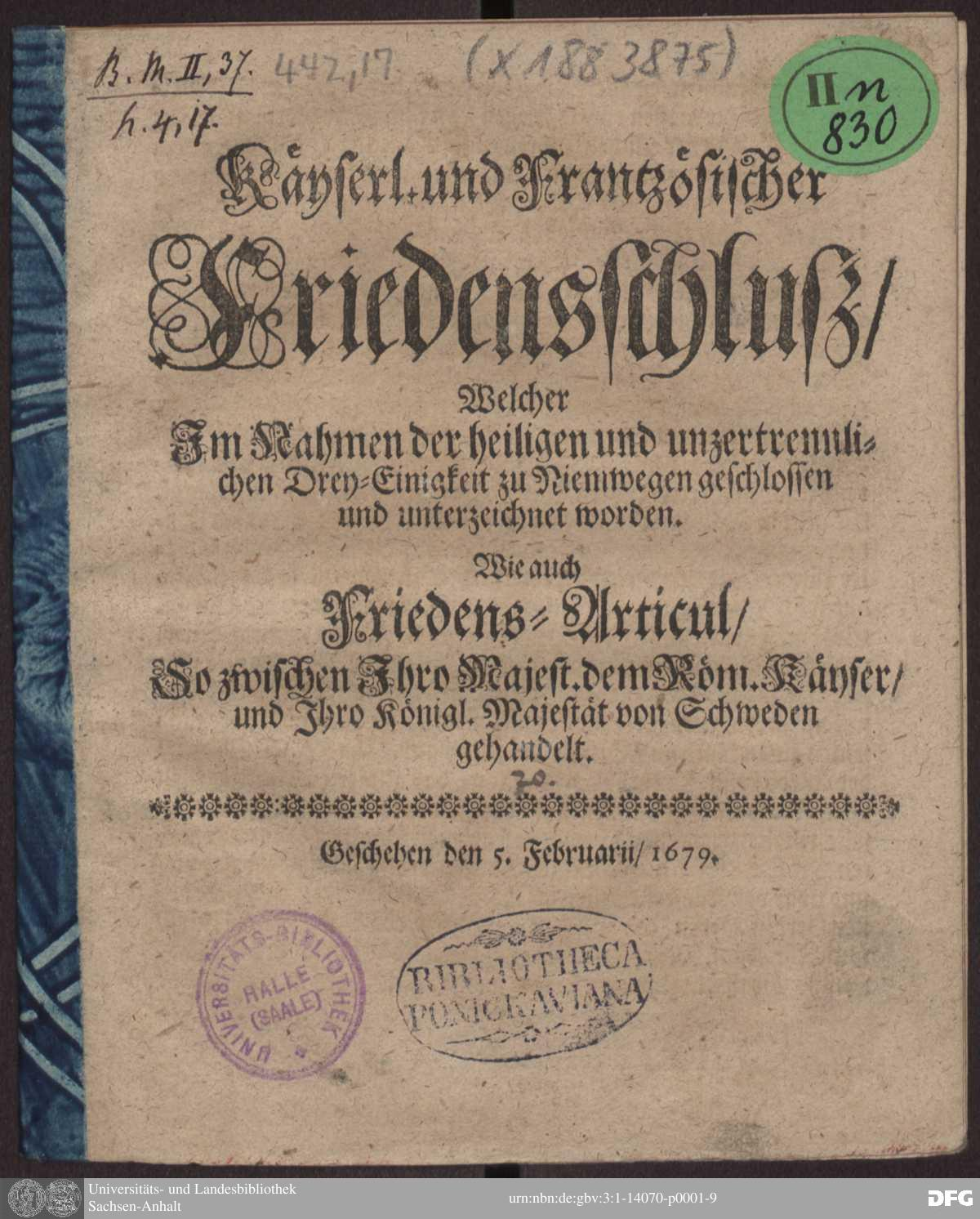
Impression du traité de Nimègue.

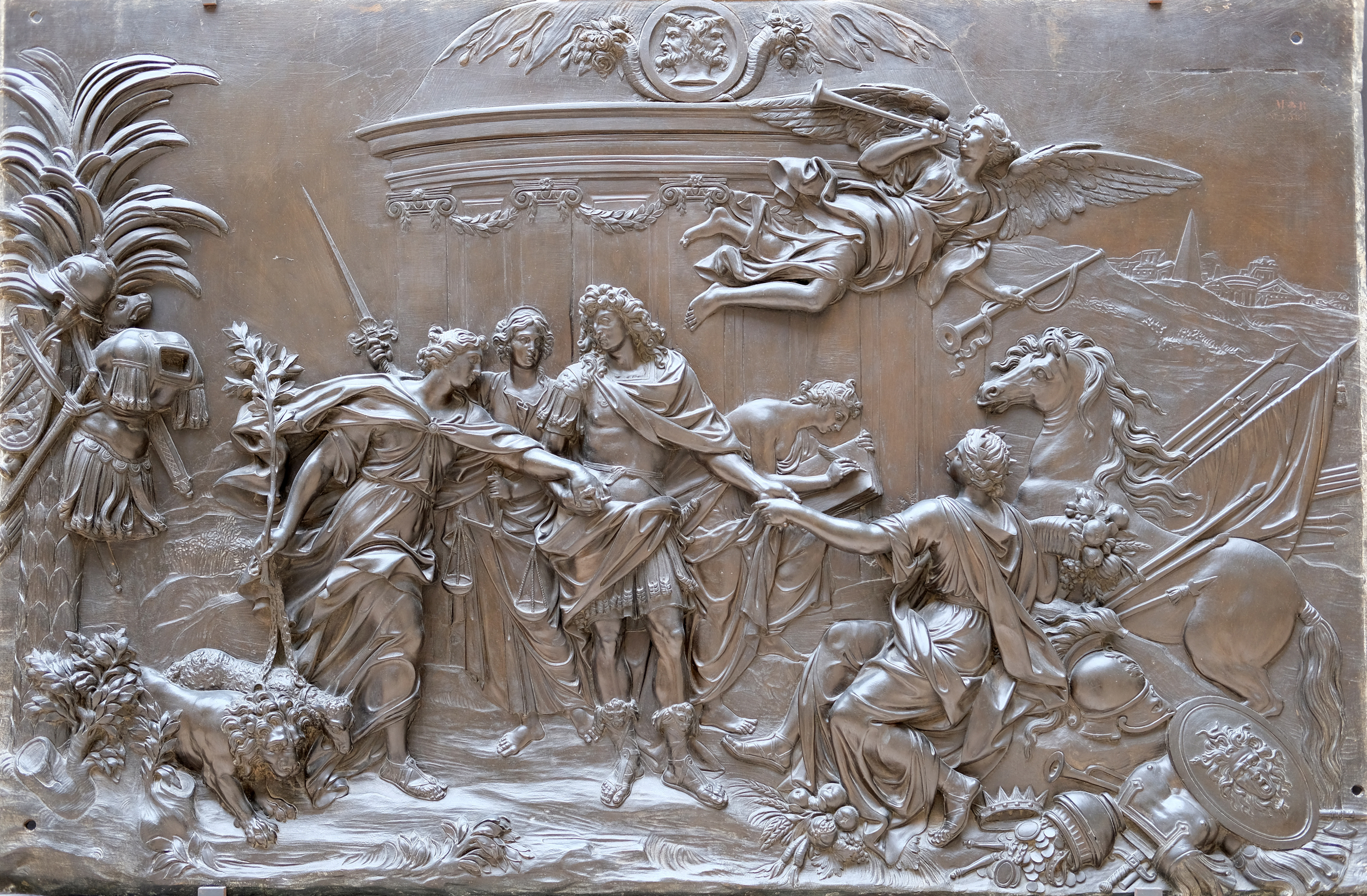
Bas-relief, La Paix de Nimègue, représentant de manière allégorique les conquêtes de Louis XIV (Martin Desjardins, musée du Louvre).

Au total, la frontière du nord de la France est lissée, et comprend moins d'enclaves. Et la Franche-Comté relie la France à la Haute-Alsace (traité du 17 septembre 1678).
La paix de Nimègue est complétée par le traité signé le 5 février 1679 entre Louis XIV et l'empereur. Le traité est humiliant pour l'Empire qui cède Fribourg-en-Brisgau et doit reconnaître la validité des dispositions des traités de Westphalie de 1648. Le duc de Lorraine refuse les conditions humiliantes du traité. Il devait récupérer son duché sauf Nancy et accepter la création de quatre routes larges à travers son duché, visant à laisser le passage aux troupes françaises. En conséquence, Louis XIV continue d'occuper la Lorraine et annexe la place forte de Longwy.
Au nord de l'Europe, Louis XIV oblige le Danemark (2 septembre 1679) et le Brandebourg (29 juin 1679), à rendre toutes les conquêtes faites sur la Suède, alliée de la France. L'électeur de Brandebourg s'engage, en échange d'une rente annuelle de 100 000 livres pendant dix ans, à soutenir le candidat de la France à l'élection impériale du Saint-Empire (Traité secret de Saint-Germain du 2 septembre 1679). La France est l'arbitre de l'Europe.
Après la signature du traité de Nimègue, le roi crée les Chambres de réunion pour étendre sa domination territoriale sur les dépendances des territoires cédés (fin de la Décapole et de la relative autonomie alsacienne). Cette politique des réunions sera validée en 1684 par la trêve de Ratisbonne.

## Médaille de la Paix de Nimègue
Depuis 2010, la ville de Nimègue, en collaboration avec l'université Radboud, Royal Haskoning et le ministère néerlandais des Affaires étrangères, commémore la paix de Nimègue en décernant, tous les deux ans, la médaille de la Paix de Nimègue à « une personnalité internationale qui s'investit ou qui s'est investi[e] au cours de sa carrière, pour la paix sur le continent européen et pour le rôle et la position de l'Europe dans le monde ». Ses récipiendaires sont Jacques Delors en 2010, Umberto Eco en 2012, Neelie Kroes en 2014, la Cour européenne des droits de l'homme en 2016 et Paul Polman en 2018.

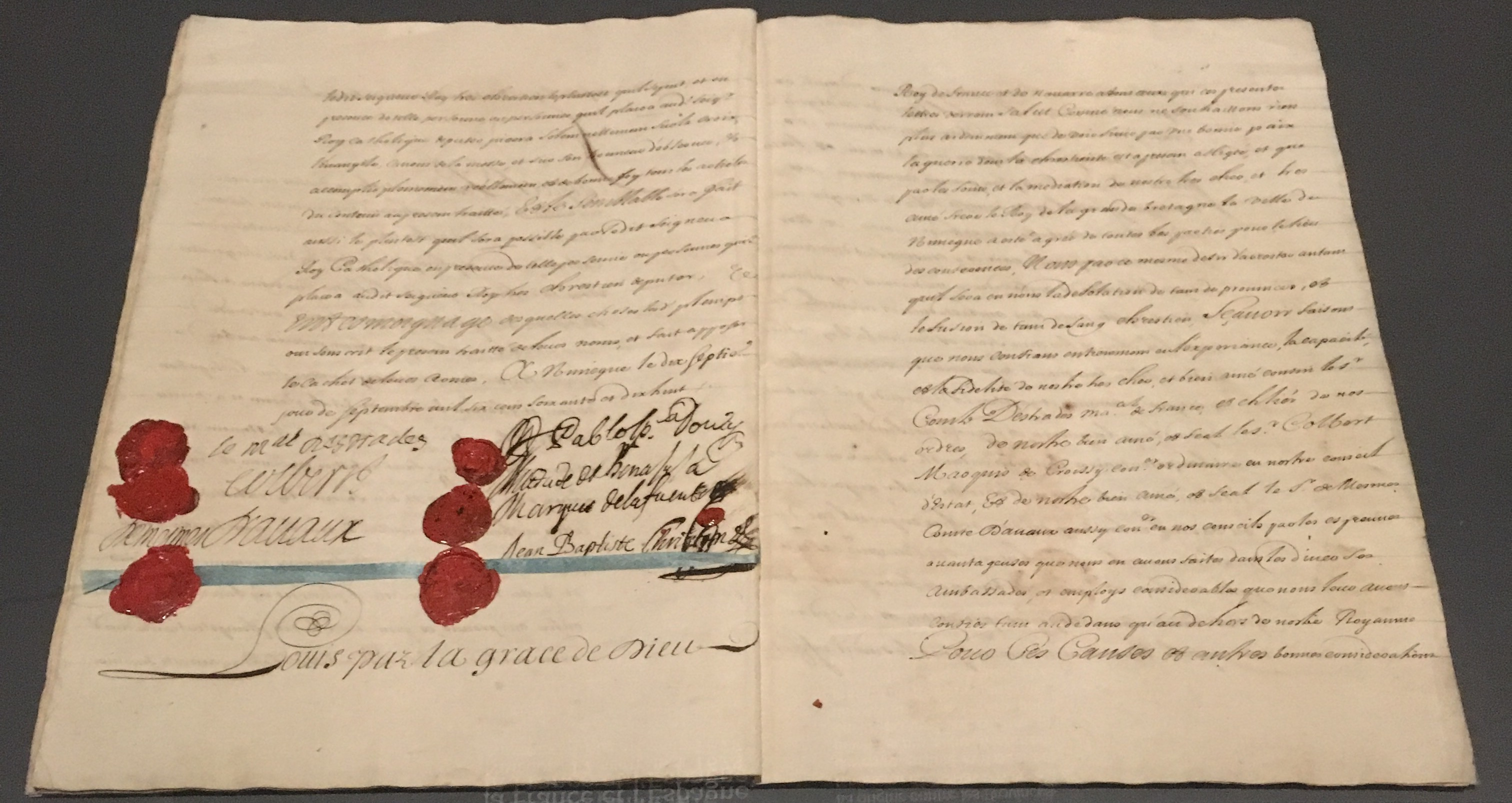
Traité franco-espagnol de Nimègue, 17 septembre 1678.

| Année | Lauréat(e) |
| ----- | --- |
| 2010  | Jacques Delors |
| 2012  | Umberto Eco |
| 2014  | Neelie Kroes |
| 2016  | Cour européenne des droits de l'homme |
| 2018  | Paul Polman, président du groupe Unilever, pour son engagement, à l'échelle nationale et internationale, en faveur d'un cadre de vie plus vert et plus durable. |